# San Zenón
San Zenón – miasto w Kolumbii, w departamencie Magdalena.